# Michael Jackson Millennium Collection
20th Century Masters – The Millennium Collection: The Best of Michael Jackson é uma coletânea do cantor norte-americano Michael Jackson. Foi lançado no ano 2000 pela Motown Records. Na coletânea,estão músicas como:

Faixas:
- Got to Be There
- I Wanna Be Where You Are
- Rockin´ Robin
- People Make the World Go Round
- With a Child´s Heart
- Happy (from "Lady Sings the Blues)
- Ben (From "Ben")
- We´re Almost There
- Just a Little Bit of You
- One Day in Your Life
- Music and Me
- Billie Jean